# Obersiggenthal
Obersiggenthal é uma comuna da Suíça, no Cantão Argóvia, com cerca de 7.871 habitantes. Estende-se por uma área de 8,36 km², de densidade populacional de 942 hab/km². Confina com as seguintes comunas: Baden, Endingen, Ennetbaden, Freienwil, Lengnau, Turgi, Untersiggenthal, Würenlingen.
A língua oficial nesta comuna é o Alemão.